# Wachlarek czarnopłetwy
Wachlarek czarnopłetwy (Austrolebias nigripinnis) – gatunek ryby z rodziny strumieniakowatych (Rivulidae). Jest to ryba hodowana w akwariach.

## Występowanie

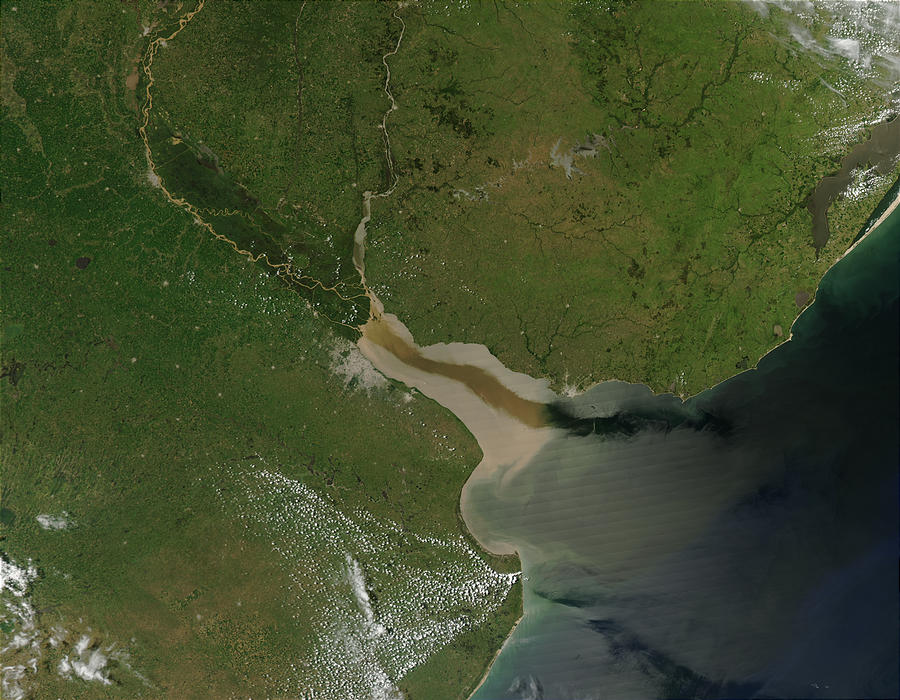
Estuarium La Plata

La Plata w Argentynie.

## Wygląd
Ciało typowe dla rodzaju Austrolebias. Wyglądem przypomina Austrolebias affinis. Samce dorastają do 6 cm, natomiast samice mogą osiągnąć długość 3–5 cm. Ubarwienie samców od niebiesko-szarego do niebiesko-czarnego. Samice jasnobrązowe z plamami szarości. Na bokach ciała dziewięć do jedenastu poprzecznych pręg tworzonych przez turkusowe plamki. Brzuch i pokrywy skrzelowe nieco jaśniejsze. W niektórych odmianach pokrywy skrzelowe turkusowe. Na płetwie grzbietowej znajduje się 5–6 koncentrycznych linii turkusowych utworzonych z plamek. Większość promieni płetwy grzbietowej posiada na zakończeniu jasnoturkusowe plamki, które tworzą charakterystyczne obrzeżenie płetwy. Na płetwach ogonowej i odbytowej dorosłe osobniki mają większe plamy w kolorze turkusu.

## Pożywienie
Wachlarek czarnopłetwy żywi się każdym rodzajem pokarmu.

## Warunki hodowlane
Gatunek bardzo agresywny. Zbiornik średniej wielkości do dużego. Samce mogą być agresywne, bronią małych obszarów, gdzie inne samce nie są tolerowane. Rośliny powinny być pierzaste, a na podłożu powinien leżeć dobrze wypłukany torf. Najlepszą wodą dla wachlarka czarnopłetwego jest woda miękka, lekko kwaśna o temperaturze nie przekraczającej 20 °C. Para tarlaków zagrzebuje w torfie złożone jaja. Średnica jaj 1,3–1,4 mm. Inkubacja jaj w temperaturze 17–20ºC trwa 20 tygodni, w temperaturze 20ºC 12 tygodni, a w temperaturze 24–25ºC 8–12 tygodni.